# Chiesa viva
Chiesa viva è un mensile fondato nel settembre del 1971 dal sacerdote Luigi Villa, il primo numero ebbe la firma del cardinale József Mindszenty.
Viene affrontato il problema delle infiltrazioni massoniche nella Chiesa del Concilio Vaticano II. Le riviste più rilevanti sono pubblicate nel sito (oltre all'italiano) anche in spagnolo e inglese.